# Unstoppable Copier
Unstoppable Copier – program komputerowy przeznaczony do odzyskiwania danych z nośników uszkodzonych mechanicznie.

## Zasady działania
Po uruchomieniu programu należy wskazać partycję, z której użytkownik chce skopiować dane oraz miejsce, do którego zostaną przeniesione pliki i katalogi. Jeśli użytkownikowi nie zależy na strukturze folderów, można odznaczyć opcję Include Sub Folders. Druga opcja Resume Partial Files jest odpowiedzialna za ponowną próbę odczytu informacji, których nie udało się odzyskać za pierwszym podejściem. Bardzo istotna jest zakładka Settings umożliwiająca konfigurację ustawień programu. Można tam ustawić dokładność pracy, co przekłada się na czas, jakiego będziemy potrzebować na całą operację. Unstoppable Copier generuje również Log, w którym zapisane są wszystkie zdarzenia występujące podczas kopiowania. Przy próbie przeniesienia uszkodzonego pliku typowym menedżerem otrzymamy komunikat o błędzie, a sama operacja zostanie przerwana. Unstoppable Copier najpierw próbuje go wielokrotnie czytać. Jeśli to nie daje pozytywnego rezultatu, przechodzi do kopiowania kolejnych. Po zakończeniu skanowania wraca do danych, których nie udało się odzyskać, a nieczytelne informacje zastępuje zerami. Ostatecznie fragment pliku zapisanego np. na płycie CD, który został nieodwracalnie uszkodzony może nadal być odtwarzany.